# Kymlinge
Kymlinge es una estación fantasma del Metro de Estocolmo. Está en la línea 11 de metro, entre las estaciones de Hallonbergen y Kista. La estación se dejó inacabada y nunca se llegó a estrenar. Está situada en medio de un bosque a las afueras de la ciudad. En la década de los 70 en esa zona se planteó la construcción de un barrio para la clase trabajadora así como un polígono industrial para empresas de titularidad pública, aunque el proyecto nunca se llevó a cabo. 